# European Academy of Sciences and Arts
De European Academy of Sciences and Arts (EASA) (Latijn: Academia Scientiarum et Artium Europaea) is een Europese niet-gouvernementele wetenschappelijke academie. De academie met hoofdzetel in het Oostenrijkse Salzburg heeft 1.700 leden, wetenschappers en kunstenaars. De instelling is onafhankelijk maar wordt mee gefinancierd door de Europese Unie en de Oostenrijkse overheid. 
De European Academy of Sciences and Arts werd in 1990 opgericht.
De academie heeft zichzelf ingericht met meerdere afdelingen:
- Humane wetenschappen
- Geneeskunde
- Kunsten
- Natuurwetenschappen
- Sociale wetenschappen, rechten en economie
- Technische en milieuwetenschappen
- Wereldreligies
- Bedrijfs- en publieke governance

De academie vermeldt zelf de volgende Nobelprijswinnaars onder zijn leden:
- Zjores Alferov
- Werner Arber
- Gerd Binnig
- Günter Blobel
- Aaron Ciechanover
- Paul Crutzen
- Manfred Eigen
- Gerhard Ertl
- Michail Gorbatsjov
- Peter Grünberg

- Theodor Hänsch
- Harald zur Hausen
- Jules Hoffmann
- Robert Huber
- Charles Kao
- Wolfgang Ketterle
- Bernard Lown (IPPNW)
- Luc Montagnier
- Rudolf Mössbauer
- Erwin Neher

- Ryoji Noyori
- Paul Nurse
- Edmund Phelps
- Brian Schmidt
- Reinhard Selten
- Dan Shechtman
- Joseph Stiglitz
- Elie Wiesel
- Torsten Wiesel
- Kurt Wüthrich